# Marianne Wesén
Marianne Elisabeth Wesén, född 23 januari 1940 i Malmö S:t Petri församling, är en svensk skådespelare. 

## Filmografi
- 1963 – Trämålning
- 1967 – Den nakne mannen och mannen i frack
- 1967 – Gengångare
- 1979 – Våning för 4 (TV-serie)
- 1986 – Bessingemordet

## Teater

### Roller (ej komplett)
| År   | Roll              | Produktion                                                                          | Regi            | Teater                   |
| ---- | ----------------- | ----------------------------------------------------------------------------------- | --------------- | ------------------------ |
| 1963 |                   | Muren (The Wall) Millard Lampell                                                    | Lennart Olsson  | Malmö stadsteater        |
| 1963 |                   | Den inbillade sjuke (Le Malade imaginaire) Molière                                  | Hans Abramson   | Malmö stadsteater        |
| 1968 |                   | Spelman på taket (Fiddler on the Roof) Joseph Stein, Jerry Bock och Sheldon Harnick | Pierre Fränckel | Malmö stadsteater        |
| 1969 |                   | Alla har trädgård (Everything in the Garden) Edward Albee                           | Lennart Olsson  | Malmö stadsteater        |
| 1970 |                   | Tolvskillingsoperan (Die Dreigroschenoper) Bertolt Brecht och Kurt Weill            | Lennart Olsson  | Malmö stadsteater        |
| 1979 |                   | Det är väl mitt liv? (Whose Life Is It Anyway?) Brian Clark                         | Torsten Sjöholm | Malmö stadsteater        |
| 1982 | Marjorie          | Våldtagen (Extremities) William Mastrosimone                                        | Kerstin Birde   | Malmö stadsteater        |
| 1988 |                   | Skandal i familjen (A small family business) Alan Ayckbourn                         | Lennart Olsson  | Malmö stadsteater        |
| 1990 | Värdshusvärdinnan | Jacques och hans husbonde (Jakub a jeho pán) Milan Kundera                          | Hans Polster    | Helsingborgs stadsteater |
| 1997 |                   | Lilla Fransyskan (Pyjama Pour Six) Marc Camoletti                                   | Jan Hertz       | Palladium                |